# Alexanderstein (Eldagsen)

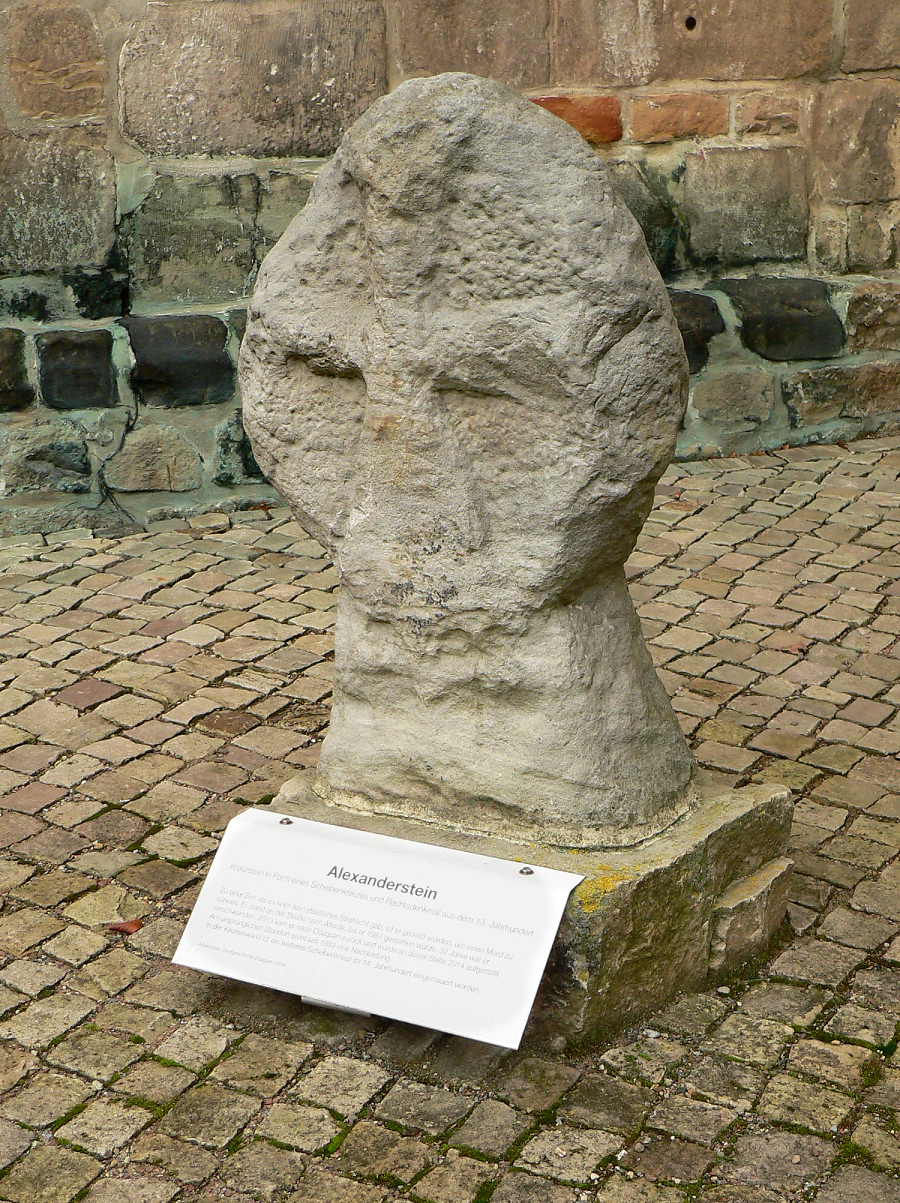
Der Alexanderstein an der Alexandrikirche in Eldagsen

Das zumeist Alexanderstein genannte Alexanderkreuz ist ein Kreuzstein in Eldagsen, einem Stadtteil von Springe in der Region Hannover in Niedersachsen.

## Beschreibung
Der aus dem 13. Jahrhundert stammende Alexanderstein hat die Form eines Scheibenkreuzes aus Sandstein mit 114 cm Höhe und 62 cm größter Breite bei einer Dicke von etwa 22 cm. Der Stein ist vor allem im oberen Bereich stark verwittert, sodass die Scheibe des Scheibenkreuzes eine ovale Form hat. Auf Vorder- und Rückseite ist durch das Vertiefen des Untergrunds je ein gleicharmiges Kreuz herausgearbeitet. Unter dem Kreuz auf der Vorderseite der Scheibe sind zwei kleinere Kreuze nebeneinander in den sich keilförmig verbreiternden Schaft eingraviert. In der Region sind nur drei Kreuzsteine in der Form eines Scheibenkreuzes bekannt.

## Diebstahl und Wiederauffindung
Der Alexanderstein stand rechts am Rand der Landesstraße 461 von Eldagsen nach Alferde. Der dortige Flurname Gallfeld soll vom Standort des einstigen Galgens der Stadt Eldagsen abgeleitet sein. Im Frühsommer 1981 wurde das Scheibenkreuz von seinem Sockel abgebrochen und gestohlen.

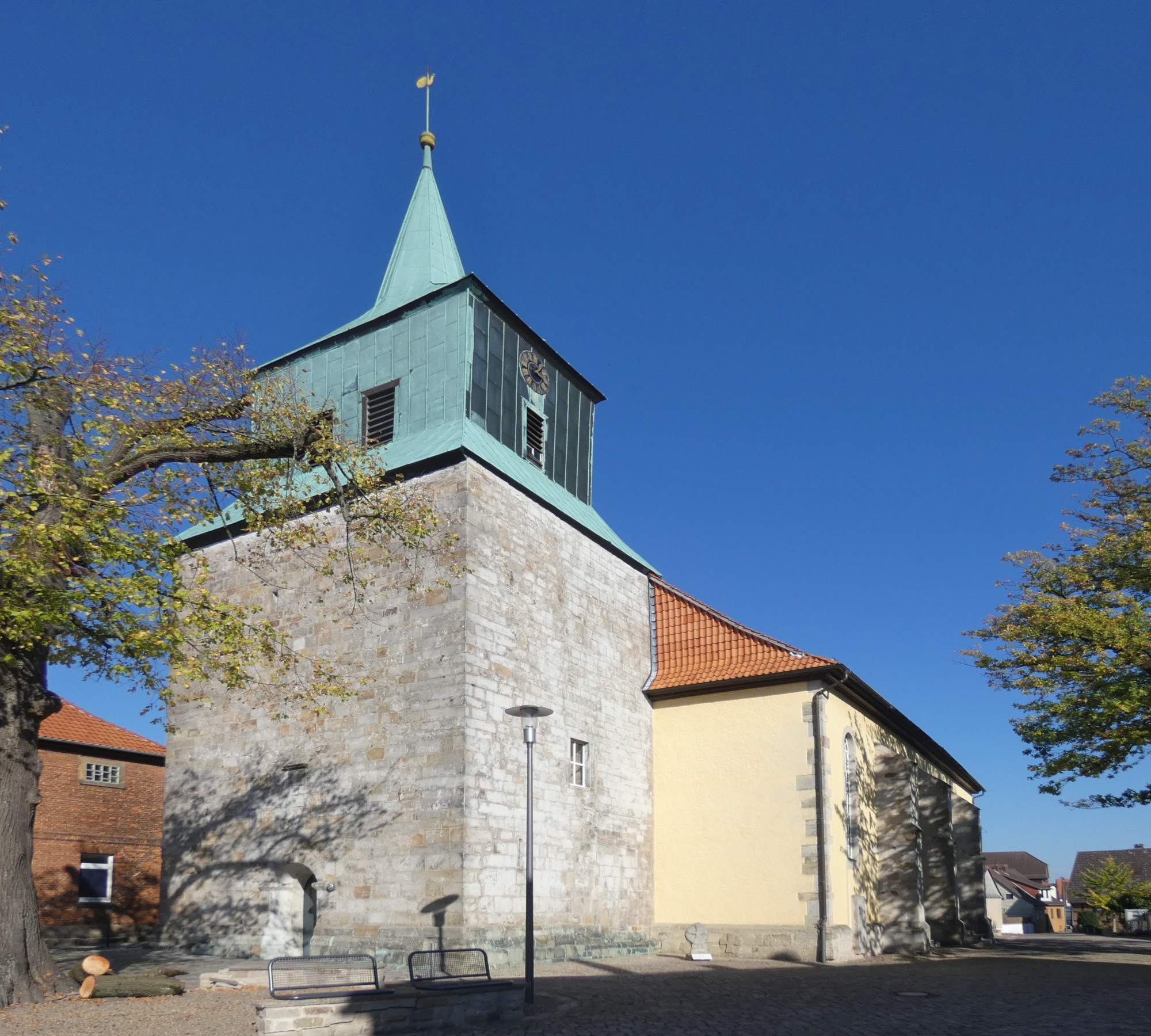
Südwestansicht der Alexandrikirche in Eldagsen mit dem Alexanderstein zwischen Kirchturm und Kirchenschiff (2018)

Im Jahr 2009 kam ein angeblich bei Erdaushubarbeiten zwei Meter tief unter der Erde gefundenes Scheibenkreuz als Geschenk eines Weimarer Antiquitätenhändlers über den Freundeskreis Leuchtenburg  in das Museum der Leuchtenburg bei Seitenroda in Thüringen. Das für echt erkannte Stück wurde am Eingang des sogenannten Marterturms einbetoniert.
Anhand von Fotos wurde das Steinkreuz in der Leuchtenburg als der gestohlene Alexanderstein identifiziert. Nachdem sich das Thüringische und das Niedersächsische Landesamt für Denkmalpflege eingeschaltet hatten, wurde der Stein im Oktober 2013 vom Bürgerverein Eldagsen zurück nach Eldagsen geholt. Nach seiner Reinigung wurde der Alexanderstein im März 2014 auf einem Sockel an der Südwestecke der St.-Alexandri-Kirche aufgestellt. Seit dem Jahr 2016 ist am Sockel zudem eine kleine Informationstafel zum Alexanderstein angebracht.
In unmittelbarer Nähe ist ein weiteres aus dem 14. Jahrhundert stammendes Scheibenkreuz in die Außenmauer der Kirche eingefügt.

## Nachbildung

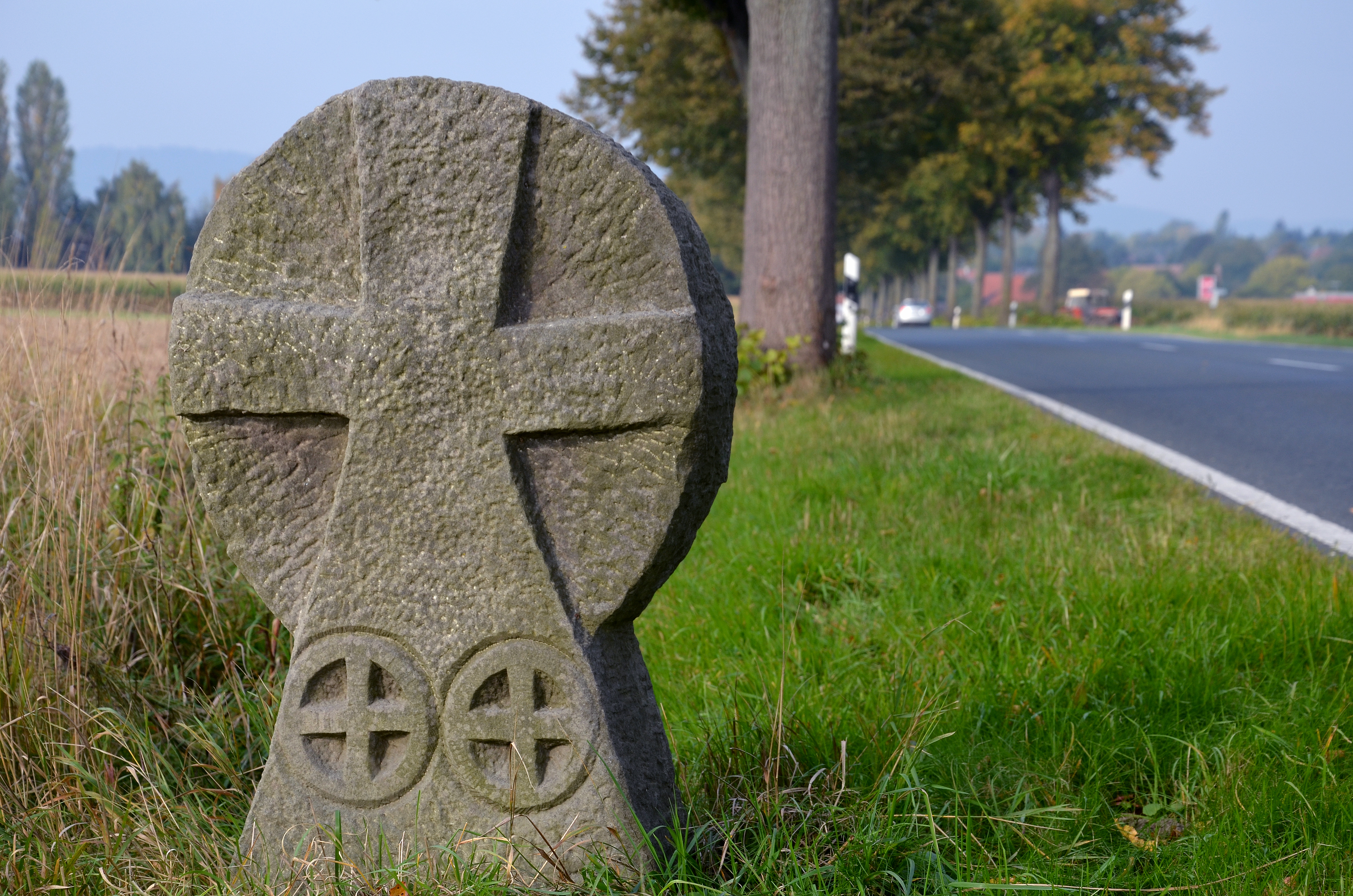
Die Nachbildung des Alexandersteins am Gallfeld an der Landesstraße L461

Im Jahr 1983 fertigte der Bildhauermeister März aus einer Sandsteinplatte aus dem Altenhagener Steinbruch eine Nachbildung des damals verschwundenen Alexandersteins. Sie trägt auf ihrer Rückseite die Inschrift erneuert 1983. Seit dem 23. Juni 1983 steht sie auf einem Sockel am ursprünglichen Standort an der Landesstraße etwa einen Kilometer östlich von Eldagsen.

## Sagen
Zum Alexanderstein gibt es mehrere Sagen, die ihn zum Teil als Sühnestein deuten. Nach einigen dieser Überlieferungen tötete hier ein verärgerter oder neidischer Glockengießermeister seinen Lehrling bzw. Gesellen. Nach einer anderen Sage prügelten sich zwei Schäfer mit ihren Stöcken gegenseitig zu Tode. Deshalb hieß der Stein auch Schäferstein.